# Decodificador
Um descodificador ou decodificador é um circuito combinatório, que tem o papel do inverso do codificador, isto é, converte um código binário de entrada (natural , BCD,...) de N bits de entrada em M linha de saída (em que N pode ser qualquer inteiro e M é um inteiro menor ou igual a 2N), de modo que cada linha de saída será ativada por uma única combinação das possíveis de entrada.
Em eletrônica digital, um descodificador pode ter a forma de, por exemplo, no livro do professor Campos Ferreira, um circuito lógico de múltiplas entradas e múltiplas saídas, que converte as entradas codificadas em saídas decodificadas, onde os códigos de entrada e saída são diferentes.  Por exemplo, em descodificadores BCD n para 2n. As entradas devem estar habilitadas para o funcionamento do descodificador, caso contrário, suas saídas assumem um único código de saída "desabilitado". A decodificação é necessária em aplicações como multiplexação de dados, display de 7 segmentos e decodificação de endereços de memória. 
O circuito descodificador do exemplo seria uma porta AND pois a saída de uma porta AND é "alta" (1) apenas quando todas as entradas são "altas". Tal saída é denominada como "saída ativa em alto". Se em vez de uma porta AND, uma porta NAND fosse conectada, a saída seria "baixa" (0) apenas quando todas as entradas fossem "altas". Tal saída é denominada "saída ativa em baixo".

Exemplo: Um decodificador 2 para 4

Um descodificador um pouco mais complexo seria o descodificador binário do tipo n para 2n.